# Sierra de Andía
La sierra de Andía (Andimendi en euskera) es una meseta con suaves ondulaciones situada en la Comunidad Foral de Navarra, España, limitada con los valles de Araquil y Ergoyena por el norte y la depresión de Estella por el sur, Sierra de Urbasa por el oeste y con la Cuenca de Pamplona por el este. Junto con la sierra de Urbasa, forma desde 1997 el parque natural Urbasa-Andía. 
También junto con las sierras de Urbasa, además del Perdón, Alaiz, Izco y Leyre, forman una frontera geomorfológica y climática entre la Navarra atlántica y alpina de la zona más mediterránea.
Los caseríos de la sierra forman Andía, una unidad poblacional perteneciente al municipio del Valle de Yerri.

## Historia
Su nombre significa en euskera ‘el/la grande’, de handi ‘grande’ y el artículo determinado -a. Antiguamente mantenía mucho ganado mayor. Todos los naturales del reino tenían derecho a mantener en esta sierra sus ganados. Por esta causa en las cortes de 1688 se reclamó a S. M. contra la gracia de 3300 robadas de tierra concedidas a D. Diego Ramírez de Vaquedano y lo que se había dado en Encia y Urbasa a los del valle de Améscoa, Burunda y Ergoyena, y el rey vino en revocar estos privilegios. En las cortes de 1558 se prohibió hacer roturas en estas sierras de Andía, Encia y Urbasa, y se mandó dejar yermas las hechas de 40 años atrás. En 1594 se erigió en los reales montes Andía y Urbasa, y en una basílica de nuestra Señora de la Anunciación, una abadía para que oyeran misa los pastores, y se les administraran los sacramentos.

## Montes más importantes
| Cumbre                    | Altitud |
| ------------------------- | ------- |
| Beriáin o San Donato      | 1493 m  |
| Iurbain                   | 1416 m  |
| Lezizagoa                 | 1350 m  |
| Amorro                    | 1348 m  |
| Peña Blanca               | 1269 m  |
| Pagomotxeta               | 1237 m  |
| Eskalaborro               | 1228 m  |
| Aitzorrotz                | 1192 m  |
| Dorrokoteka               | 1176 m  |
| Saratsa                   | 1171 m  |
| Alto de las Bordas Viejas | 1265 m  |
| Elimendi                  | 1133 m  |
| Elordia                   | 1235 m  |
| Gaztelu III               | 1001 m  |
| Idoitxiki                 | 1272 m  |
| Trinidad de Iturgoyen     | 1222 m  |
| Malkasko                  | 1237 m  |
| Mendizelaia               | 982 m   |
| Mugaga                    | 1217 m  |
| Satrustegui II            | 1139 m  |
| Txurregi                  | 1125 m  |
| Zoiolagana                | 1152 m  |
| Lardanburu                | 1183 m  |